# Marquesado de Alcalá de la Alameda
El marquesado de Alcalá de la Alameda es un título nobiliario español, de Castilla. Fue creado por el rey Felipe II el 30 de enero de 1574 en favor de Pedro López Pacheco Portocarrero, barón de Antella en el reino de Valencia, señor de las villas de Chucena y Alcalá de la Alameda en el de Sevilla y de la mitad de Purchena, del término de Chucena, como documenta Sánchez Franco (1975: 18, 19, 41, 68, 72, 76, 87, 90, 93, 169 y 170), actualmente, desde 1812, del término de Villalba del Alcor (Huelva) como enclave, separada del resto de su término municipal, siendo limítrofe del termino de Chucena (distinta de la Purchena del reino de Granada); caballero de Santiago. El concesionario era hijo de Garci López Portocarrero, señor de Chucena, comendador de Alange en la misma Orden, y de la erudita humanista Ana de Cervatón, baronesa de Antella, dama de la reina Germana de Foix; nieto de los señores de Moguer y de Villanueva del Fresno, y biznieto del ricohombre Juan Pacheco, I marqués de Villena, I conde de Xiquena y I duque de Escalona, maestre de la Orden de Santiago y valido del rey Enrique IV de Castilla; sobrino carnal del I marqués de Villanueva del Fresno, del I conde de la Puebla del Maestre y del arzobispo de Granada, Pedro Portocarrero, y primo hermano del I marqués de la Adrada y del I duque de Alcalá de los Gazules. 
La denominación alude a la antigua villa de Alcalá de la Alameda o Alcalá de Juana de Orta, cuya jurisdicción habían comprado los padres del concesionario, hoy integrada en el municipio de Chucena, provincia de Huelva.
La casa de Alcalá de la Alameda, por matrimonio de su tercera marquesa con el séptimo duque de Medinaceli se agregó en 1625 a la  casa de Medinaceli. Al heredar la tercera marquesa de Alcalá de la Alameda, por fallecimiento de su prima, el ducado de Alcalá de los Gazules en 1639, la de Alcalá de los Gazules también fue agregada a la  la de Medinaceli.

## Lista de señores y marqueses
|                                                                | Titular                                                               | Periodo                                                        |
| Señores de Alcalá de Juana de Orta (o de Alcalá de la Alameda) | Señores de Alcalá de Juana de Orta (o de Alcalá de la Alameda)        | Señores de Alcalá de Juana de Orta (o de Alcalá de la Alameda) |
| -------------------------------------------------------------- | --------------------------------------------------------------------- | -------------------------------------------------------------- |
| I                                                              | Alonso Fernández de Marmolejo (y Juana de Orta, su mujer)             |                                                                |
| II                                                             | Juan Fernández de Marmolejo                                           |                                                                |
| III                                                            | Pedro Fernández de Marmolejo                                          |                                                                |
| IV                                                             | Juana de Mendoza                                                      | -1481                                                          |
| V                                                              | Pedro Fernández de Saavedra el Viejo                                  | 1481-1510                                                      |
| VI                                                             | Sancho de Herrera (y María de Ayala y Juana de Mendoza, sus hermanas) | 1510-1522                                                      |
| VII                                                            | Garci López Portocarrero                                              | 1522-1525                                                      |
| VIII                                                           | Pedro López Pacheco Portocarrero (el I marqués)                       | 1525-1599                                                      |
| Marqueses de Alcalá de la Alameda (creación por Felipe II)     |                                                                       |                                                                |
| I                                                              | Pedro López Pacheco Portocarrero                                      | 1574-1599                                                      |
| II                                                             | Antonia Portocarrero y Cárdenas                                       | 1599-1613                                                      |
| III                                                            | Ana María Luisa Enríquez de Ribera y Portocarrero                     | 1613-1645                                                      |
| IV                                                             | Juan Francisco de la Cerda y Enríquez de Ribera                       | 1645-1691                                                      |
| V                                                              | Luis Francisco de la Cerda y Aragón                                   | 1691-1711                                                      |
| VI                                                             | Nicolás Fernández de Córdoba y de la Cerda                            | 1711-1739                                                      |
| VII                                                            | Luis Fernández de Córdoba y Spínola                                   | 1739-1768                                                      |
| VIII                                                           | Pedro de Alcántara Fernández de Córdoba y Moncada                     | 1768-1789                                                      |
| IX                                                             | Luis Fernández de Córdoba y Gonzaga                                   | 1789-1806                                                      |
| X                                                              | Luis Fernández de Córdoba y Benavides                                 | 1806-1840                                                      |
| XI                                                             | Luis Fernández de Córdoba y Ponce de León                             | 1840-1873                                                      |
| XII                                                            | Luis Fernández de Córdoba y Pérez de Barradas                         | 1873-1879                                                      |
| XIII                                                           | Luis Fernández de Córdoba y Salabert                                  | 1880-1956                                                      |
| XIV                                                            | Victoria Eugenia Fernández de Córdoba y Fernández de Henestrosa       | 1959-2013                                                      |
| XV                                                             | Victoria Elisabeth von Hohenlohe-Langenburg y Schmidt-Polex           | 2018-actual titular                                            |

## Mayorazgo
El mayorazgo de esta casa, por el que se rige la sucesión del título, fue fundado en 1514 por Pedro Portocarrero el Sordo, VIII señor de Moguer y VI de Villanueva del Fresno, del Consejo de los Reyes Juana I y Carlos I, alcalde mayor de las ciudades de Sevilla y Jerez de los Caballeros, comendador mayor de Castilla en la Orden de Santiago, y por Juana de Cárdenas, su mujer, II señora de la Puebla del Maestre. Estos señores instituyeron cuatro mayorazgos en favor de sendos hijos del matrimonio por escritura que otorgaron en Villanueva del Fresno el 19 de diciembre de 1514, con facultad de los Reyes Católicos dada en Logroño el 15 de agosto de 1495. El tercero de ellos fue el de Chucena, por el que vincularon esta villa y la mitad de la heredad de Purchena, con sus vasallos, tierras, jurisdicción y rentas, en favor de Garci López Portocarrero, su
cuarto hijo varón. Además de dichos estados, señalaron para integrar este mayorazgo unas casas principales en la ciudad de Écija y otras sitas en Sevilla, con la aduana y otros tributos y derechos que poseían en esta ciudad, y una serie de heredades en las comarcas del Aljarafe y Jerez de la Frontera: Asta, Prunes y Ventosilla, Buhedos, Graderas, Espartinas, y la tercera parte de las aceñas del Rey.
El citado Garci López Portocarrero entró a poseer el vínculo por muerte de su padre, ocurrida en 1518, y de su madre unos años después, aunque ya gozaba de muchos de los bienes por cesión que le habían hecho con motivo de su casamiento con Ana de Cervatón, heredera de la baronía de Antella en el reino de Valencia. Los primeros poseedores obtuvieron nueva facultad real, dada por el Emperador a 10 de mayo de 1520, para poder agregar la villa de Antella y otros bienes. Y a raíz de ello se lanzaron a una serie de adquisiciones en la zona aljarafeña: en 1520 o principios del 21 compraron el heredamiento de Huégar a Luis de Montemayor en 1.060.000 mrs., reconociendo un tributo de 15.000 mrs. anuales con que estaba gravado y que redimieron el 25 de febrero siguiente por 225 000 mrs. El 12 de agosto del mismo año compraron una cuarta parte de Alcalá de Juana de Orta al monasterio cisterciense de Santa María de las Dueñas de Sevilla, junto con los derechos señoriales sobre las islas de Canaria y algunos bienes raíces que pertenecían a María de Ayala, por 500 ducados de oro en efectivo y un censo perpetuo de 50 000 mrs. anuales situado sobre el heredamiento de Huégar. El 11 de septiembre de 1522 compraron las otras tres cuartas partes de Alcalá de Juana de Orta a Sancho de Herrera y a su hermana Juana de Mendoza, con los pinares de Hinojos, pagando a aquel 4000 ducados de oro por la mitad que poseía, y a ésta 2000 por un cuarto.
En 1523 la fortaleza y cortijo de Alpízar, en la Palma del Condado, a Francisco del Alcázar...

## Historia genealógica

### Sucesión del señorío en los Marmolejo y sus descendientes
- Alonso Fernández de Marmolejo y Juana de Orta, su mujer e hija de Martín Núñez de Marchena, fueron señores de Torrijos y de Alcalá de Juana de Orta. Fundaron mayorazgo de agnación rigurosa en 1383, con facultad del rey Juan I. Les sucedió su hijo

- Juan Fernández de Marmolejo, II señor de Torrijos y de Alcalá de Juana de Orta.

Casó con Juana Rodríguez de Esquivel, hija de Pedro Rodríguez de Esquivel. Tuvieron muchos hijos y les sucedió el mayor de ellos:
- Pedro Fernández de Marmolejo, III señor de Torrijos y de Alcalá de Juana de Orta, veinticuatro y procurador mayor de Sevilla, que tuvo en esta ciudad «la voz» del rey Enrique IV. Por no tener hijos varones, solicitó y obtuvo facultad de dicho rey, dada en Toro el 10 de diciembre de 1448, para acrecentar el mayorazgo de su abuelo modificando las cláusulas fundacionales.[6] En su virtud, no solo cambió el orden sucesorio, llamando a poseerlo a las mujeres, sino que también desmembró la jurisdicción de Alcalá de Juana de Orta, que mandó libre de vínculo a su hija segundogénita, subrogando otros bienes en su lugar.

Casó con María de Mendoza, hija de Fernán Yáñez de Mendoza y de Leonor de Guevara, y tuvieron dos hijas:
- - Beatriz Marmolejo, señora de Torrijos, primera poseedora del mayorazgo fundado por su padre y que no incluía la villa de Alcalá. Casó en primeras nupcias con Rodrigo Ponce de León, el famoso marqués y duque de Cádiz, III conde de Arcos, hijo de Juan Ponce de León, II conde de Arcos, y de Leonor Núñez. Este matrimonio, breve e infecundo, fue declarado nulo, y ella volvió a casar con Pedro Núñez de Guzmán, alguacil mayor de Sevilla, que era primo carnal de su primer marido: hijo segundo del ricohombre Alonso Pérez de Guzmán, señor de Orgaz, y de Sancha Ponce de León, su mujer, de los condes de Arcos.[7] Con descendencia en que siguió la casa y señorío de Torrijos, recayendo en los señores de las Cuevas, en los condes de la Fuente del Saúco y en los marqueses de Guadalcázar.
  - Y Juana de Mendoza, que sucedió en el señorío de Alcalá.

- Juana de Mendoza (m. 1481), IV señora de Alcalá de Juana de Orta, que murió con su marido al derrumbarse su torre de esta villa durante un temblor de tierra.[b]

Casó con Fernán Arias de Saavedra, mariscal de Castilla y señor de Zahara, comendador de Calzadilla en la Orden de Santiago, alcaide de las fortalezas de Tarifa y Utrera, que en 1477 se rebeló contra el rey Fernando. En el señorío de Alcalá sucedió su hijo menor:
- Pedro Fernández de Saavedra el Viejo (c.1463-1510), V señor de Alcalá de Juana de Orta, veinticuatro de Sevilla, que siendo aún muy mozo defendió la fortaleza de Utrera, en rebeldía contra los Reyes Católicos, y poco después pasó a las islas Canarias, a raíz de haber casado en 1478 con Constanza Sarmiento (n.c.1460), su deuda, llamada señora de Fuerteventura, que hubo por legado de su madre tres dozavos de las rentas y jurisdicción de dicha isla y la de Lanzarote. Tuvieron nueve hijos, que se exponen por menor en la voz sobre el marquesado de Lanzarote, y de los que aquí importa mencionar a: 
  - Fernán Arias de Saavedra (c.1480-1545), llamado señor de Fuerteventura. Aunque era el primogénito, heredó solo un dozavo del proindiviso familiar y compartió el dominio de la isla citada con su hermano Sancho. Casó hacia 1515 con María de Sosa, hija de Lope de Sosa, veinticuatro de Córdoba y alguacil mayor de Jaén, gobernador de Gran Canaria y de la Castilla del Oro,[c] y de Inés Cabrera. Este matrimonio fue muy desavenido y terminó en divorcio sin haber dejado prole, pero Fernán tuvo descendencia ilegítima en la que siguió el señorío y a la que pertenecieron los tres primeros marqueses de Lanzarote.
  - Sancho de Herrera, que sigue.
  - Guillén Peraza de Ayala, que profesó en la Orden de Predicadores con el nombre de fray Vicente y fue obispo visitador de las Canarias y prelado de la diócesis de Santa María de la Antigua del Darién en la Castilla del Oro.
  - María de Ayala, que heredó un cuarto de la villa de Alcalá. Entró monja bernarda en el monasterio de San Clemente de Sevilla.
  - Y Juana de Mendoza, a quien tocó otro cuarto de la villa de Alcalá. Casó con Fernando Ortiz de Guzmán, señor de Castilleja de Talhara, las Torres de la Presa y Villafranca, todo en el reino de Sevilla, hijo de Alonso Ortiz de Guzmán, señor de los mismos estados, y de Mayor de Sandoval y Cerón. Con sucesión.

En 1510 heredó la mitad del señorío de Alcalá su hijo segundo:
- Sancho de Herrera, VI señor de Alcalá de Juana de Orta, llamado también señor de Fuerteventura,  provincial de la Santa Hermandad de Andalucía. Su madre le mejoró dejándole en herencia dos dozavos de la jurisdicción y rentas de dicha isla y la de Lanzarote. Y de su padre hubo la mitad de la villa de Alcalá, que en 1522 vendió a Garci López Portocarrero.

Casó con Ana Mallar, hija de Tomás Mallar, y tuvieron descendencia.

### Casa de Portocarrero
- Garci López Portocarrero, señor de Chucena, comendador de Alange en la Orden de Santiago.

Casó «por amores» con Ana de Cervatón, baronesa de Antella en el reino de Valencia, natural de esta ciudad, dama de Honor de la Reina Germana de Foix, hija de Melchor de Cervatón, barón de Antella, y de Gracia Fabra, su mujer. Esta señora fue tenida por la más bella de la corte en su tiempo, pero aún más celebrada por su ingenio y buenas letras. Mantuvo una erudita correspondencia en latín con Lucio Marineo Sículo y es muy elogiada por el P. Feijoo. Estos señores obtuvieron real facultad dada el 10 de mayo de 1520 por el Emperador para que pudiesen agregar la villa de Antella y otros bienes. A raíz de ello se lanzaron a una serie de adquisiciones en la zona aljarafeña: en 1521 compraron la heredad de Huégar a Luis de Montemayor y una cuarta parte de Alcalá de Juana de Orta al convento de Santa María de las Dueñas, junto con los derechos en las islas de Canaria que pertenecían a María de Ayala; en 1522 las otras tres cuartas partes de Alcalá de Juana de Orta a Sancho de Herrera y a su hermana Juana de Mendoza, con los pinares de Hinojos, y en 1523 la fortaleza y cortijo de Alpízar, en la Palma del Condado, a Francisco del Alcázar.
Hicieron agregación al mayorazgo de Chucena de las villas de Antella y Alcalá de Juana de Orta, o de la Alameda, por escritura que otorgaron el 14 de noviembre de 1522.